# گربه‌ماهی کانال
گربه‌ماهی کانالی (نام علمی: 'Ictalurus punctatus') پر جمعیت‌ترین گونه گربه ماهی در آمریکای شمالی است.

## پراکندگی و رفتار

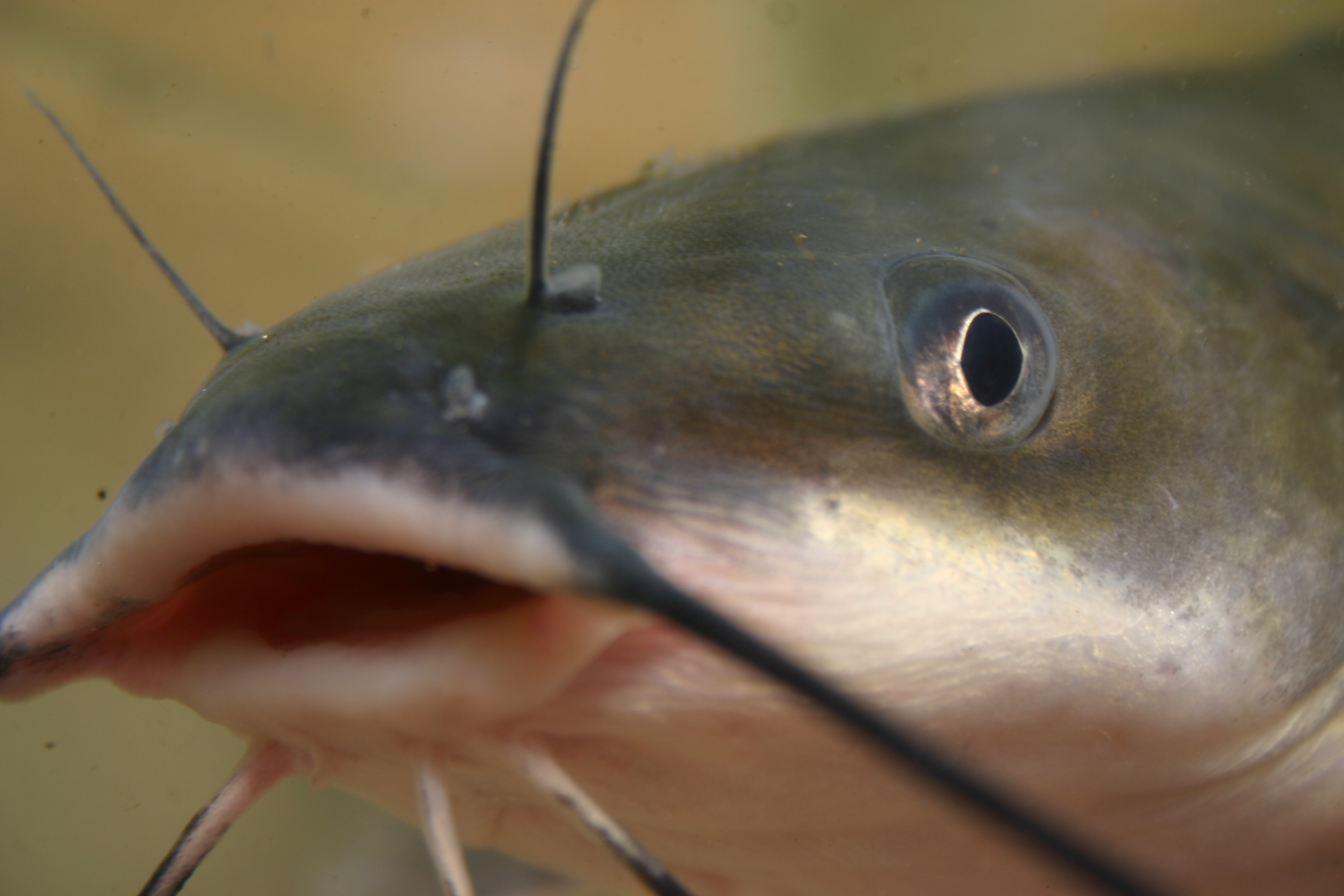
گربه‌ماهی کانالی، Ictalurus punctatus

گربه‌ماهی کانالی بومی نوشمالگانی که به خوبی در بخش‌های پایینی کانادا و شمال شرقی ایالات متحده، و همچنین بخش‌هایی از شمال مکزیک پراکنده‌است. همچنین این ماهی در برخی آب‌های محصور در خشکی اروپا (جمهوری چک، رومانی) و بخش‌هایی از مالزی شناخته شده‌است. آنها در رودخانه‌های کوچک و بزرگ، مخزن سد، دریاچه‌های طبیعی و حوضچه‌ها رشد می‌کنند. گربه‌ماهی کانالی در حفره‌ها لانه گذار هستند و تخم‌های خود را به منظور حفاظت آن‌ها از جریان‌های سریع، در شکاف‌ها، چاله‌ها، یا قلوه‌سنگ‌ها می‌گذارند. در کانادا، عمدتاً گونه‌ها تا حد زیادی، محدود به جنوب حوضه دریاچه نیپییگون از دریاچه‌های بزرگ هستند.